# Siebel Si 201
Siebel Si 201 fue un diseño de una aeronave logrado a partir de la especificación que solicitaba un puesto de observación aérea además de control de apoyo cercano con capacidades STOL, vuelo lento y gran visibilidad.

## Desarrollo
La especificación fue emitida principios de 1937, mientras la Luftwaffe ya evaluaba el Fieseler Fi 156 Storch, y el Bayerische Flugzeugwerke produjo un diseño competitivo, el Bf 163, que, construido por Weser Flugzeugbau , voló en 1938 como también lo hizo el Si 201. 

### Prototipos
El primero de dos prototipos de Si 201 voló a principios del verano 1938 y reveló excelentes características de despegue y aterrizaje corto (STOL), y poseía características aceptables de vuelo lento bastante comparables al Storch, pero la cola se agitaba mucho a esa velocidad lo que resultó muy molesto. 
Un esfuerzo considerable fue invertido en solucionar la vibración que se desarrolló en ciertas condiciones de vuelo, y el segundo prototipo, que destacó alguna simplificación de los dispositivos de levantamiento alto, desarrollado con cambios en su cola. El defecto más serio del Si 201 demostró ser la carga sumamente limitada permitida por su configuración, y cuando ordenaron a Siebel abandonar el desarrollo del avión,el problema de la vibración de cola permaneció en gran parte no resuelto.

## Diseño

### Motor
Mientras que el Bf 163 siguió muy de cerca el concepto del Fi 156, el Si 201 era bastante poco ortodoxo, tal como su motor Argus As 10C de V invertida refrigerado por aire de ocho cilindros, que fue montado encima del ala como un retroempujador, conduciendo una hélice de diapasón fijo de cuatro hojas que giraba por una delgada sección de cola circular. 

### Superficies de elevación
Los dispositivos de elevación en la zona alta del ala eran de tipo ranura, una ranura fija sobre las secciones de ala externas, y las tapas de tipo Fowler de cuatro secciones que ocupaban los bordes de rastreo casi enteros, las secciones externas que sirven como alerones.

### Fuselaje
El fuselaje estaba construido en tubo de acero soldado con desollado metálico y el ala cubierta por madera enchapada. El piloto y el observador fueron asentados en tándem, el observador estaba colocado más delante del piloto con su compensación de asiento a estribor.

## Especificaciones
Referencia datos: History of Aviation.

### Características generales
- Tripulación: 2 (piloto y observador)
- Longitud: 10,4 m (34,1 ft)
- Envergadura: 14 m (45,9 ft)
- Altura: 3,4 m (11,2 ft)
- Peso vacío: 1120 kg (2468,5 lb)
- Peso cargado: 1440 kg (3173,8 lb)
- Planta motriz: 1× Motor V8 invertido refrigerado por aire Argus As 10C.
  - Potencia:
- Hélices: 1× Bipala por motor.

### Rendimiento
- Velocidad máxima operativa (Vno): 185 km/h (115 MPH; 100 kt)
- Velocidad crucero (Vc): 150 km/h (93 MPH; 81 kt)
- Alcance: 450 km (243 nmi; 280 mi)
- Techo de vuelo: 5500 m (18 045 ft)

## Maquetas
- Modelo escala 1/72 de un Si 201

### Aeronaves similares
- Fieseler Fi 156
- Messerschmitt Bf 163

### Secuencias de designación
- Sistema de designación aeronaves del RLM: ← Ar 198 · Ar 199 · Fw 200 · Si 201 · Si 202 · DFS 203 · Si 204 · Fw 206 →

### Listas relacionadas
- Anexo:Aeronaves militares de Alemania en la Segunda Guerra Mundial